# Kopalnia skamielin w Messel

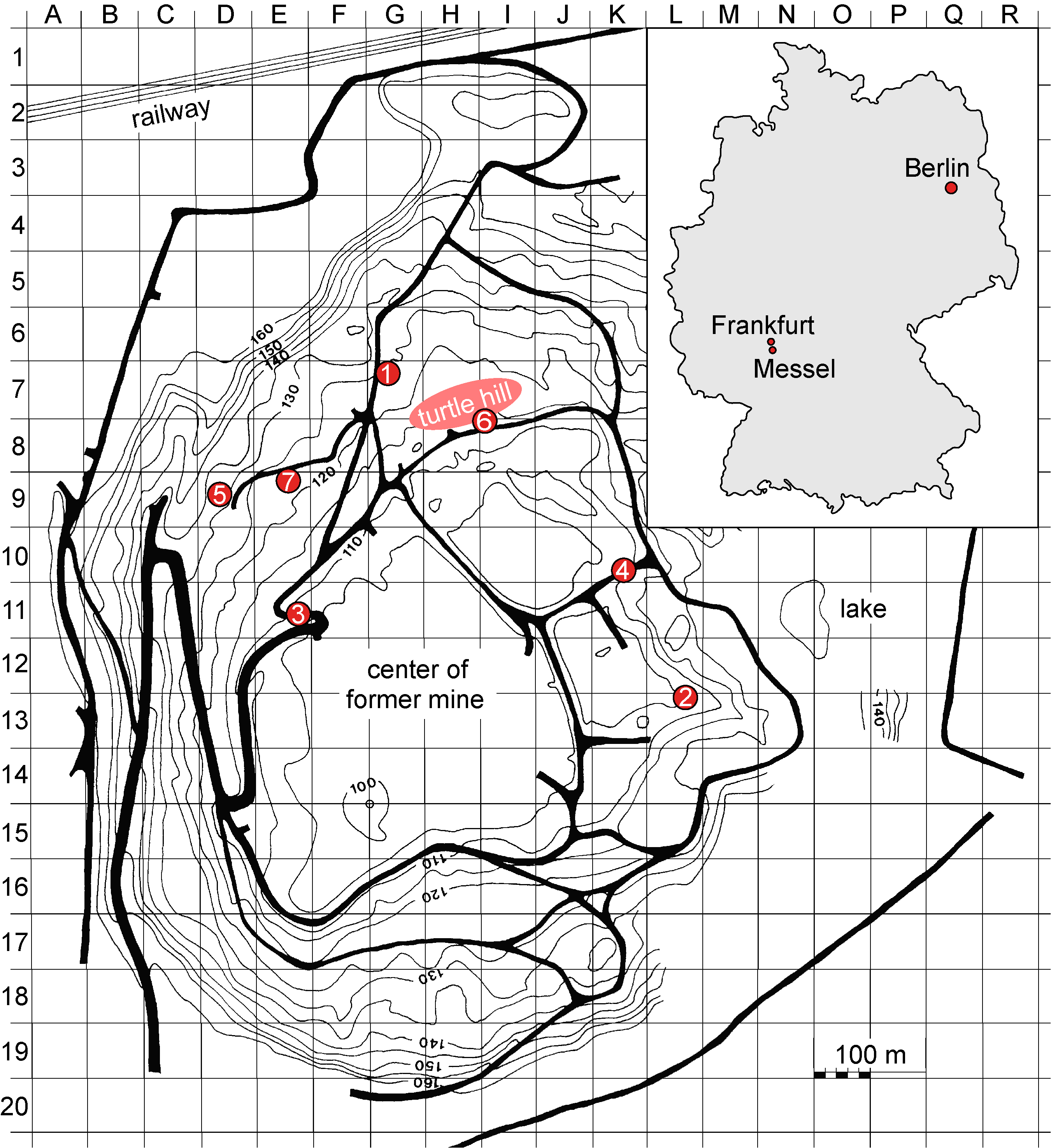
Mapa okolic kopalni Messel. Cyframi 1–7 oznaczono stanowiska, z których wydobyto szczątki naczelnych

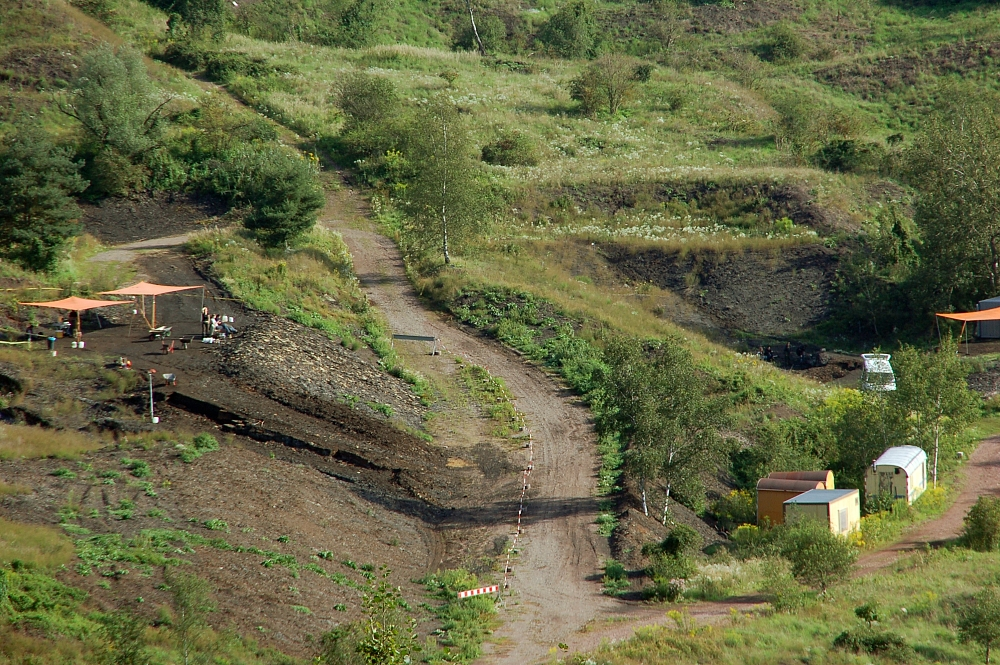
Stanowiska paleontologiczne

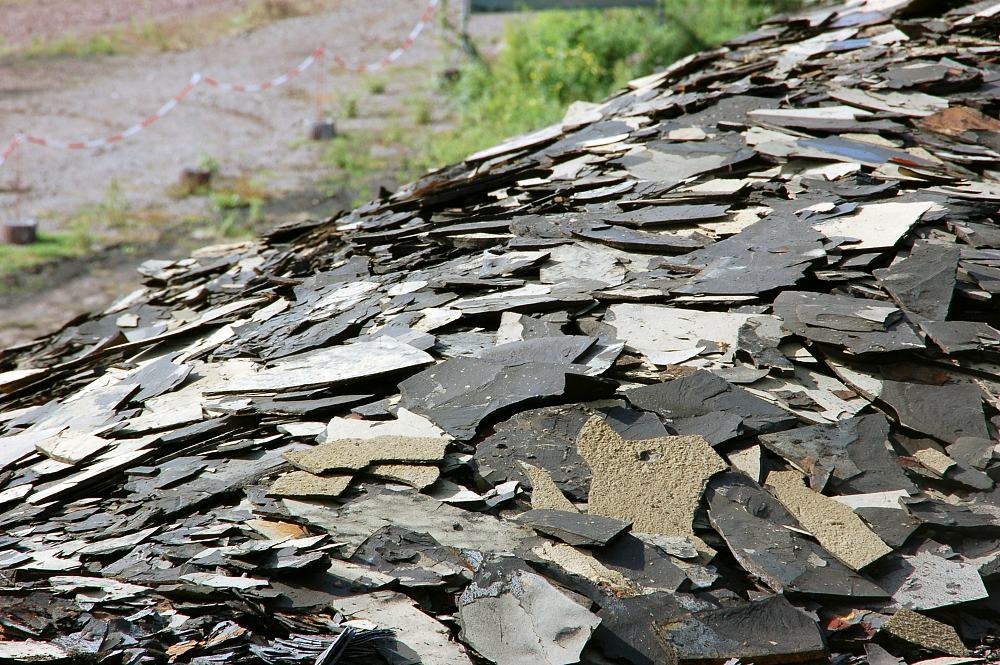
Łupki bitumiczne

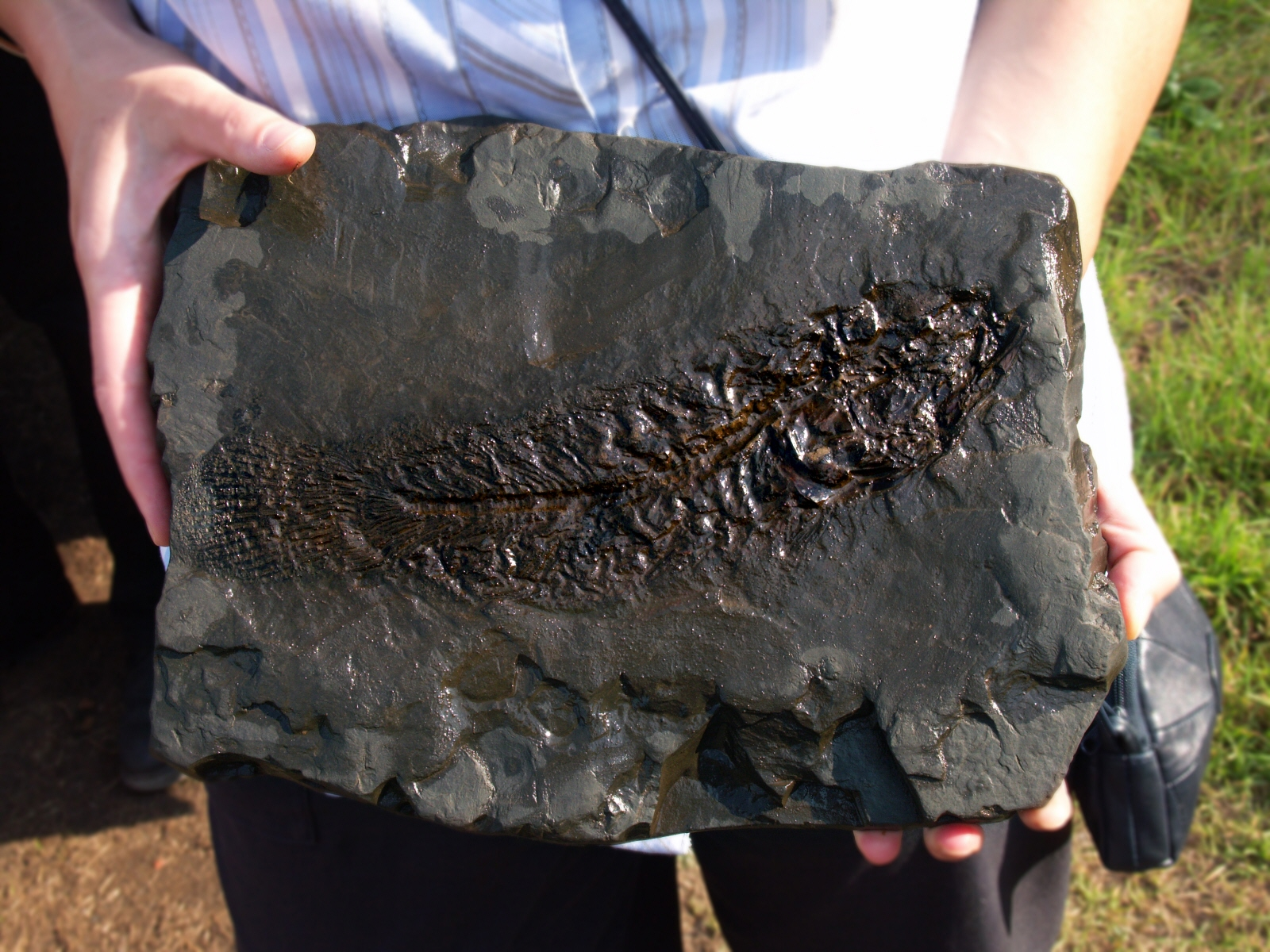
Skamieniałość z kopalni w Messel

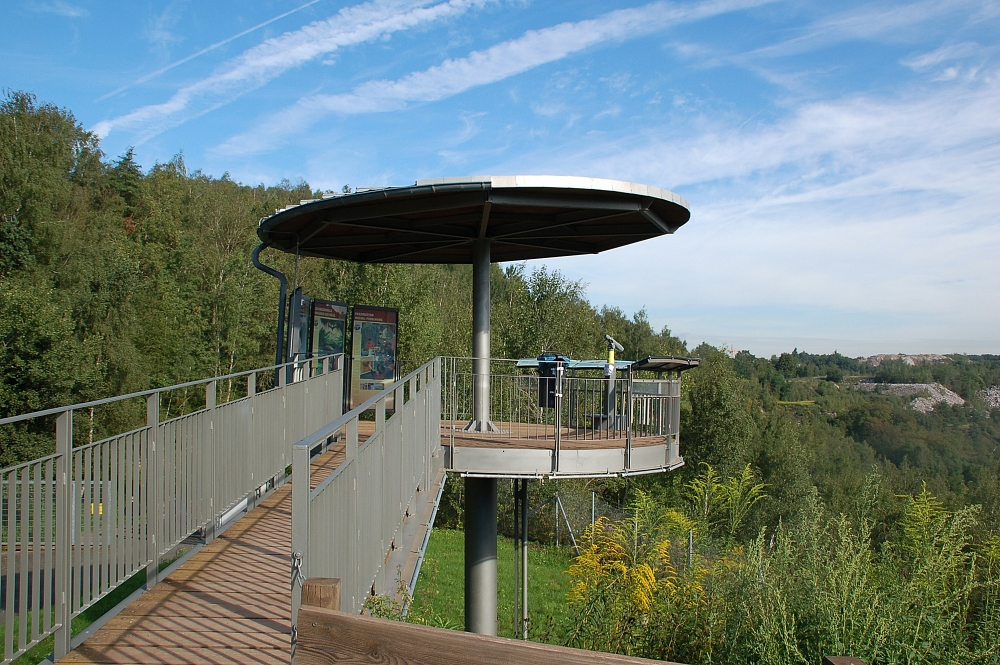
Platforma widokowa

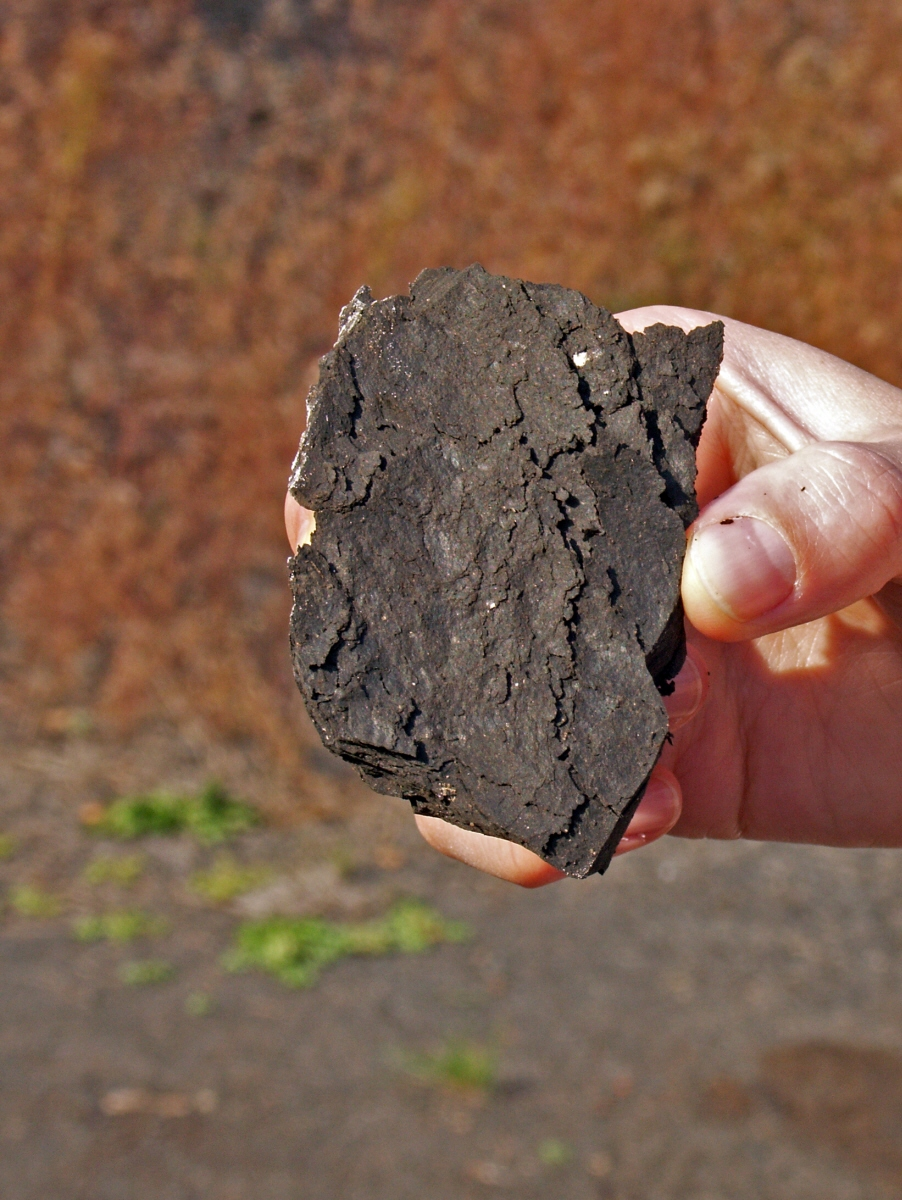
Wysuszona skała osadowa

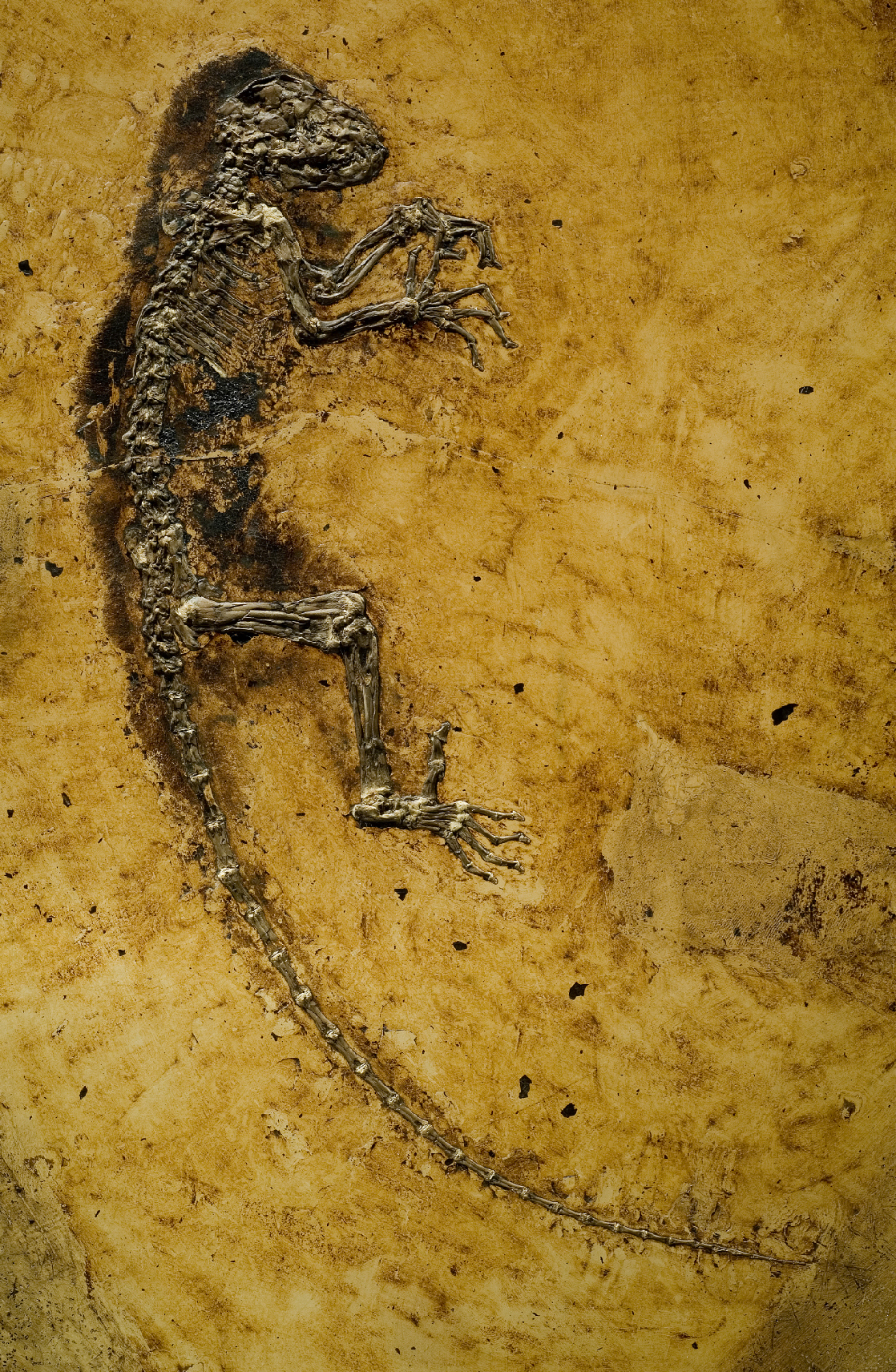
Darwinius masillae

Kopalnia skamielin w Messel – dawna kopalnia odkrywkowa łupków bitumicznych na terenie gminy Messel, w powiecie Darmstadt-Dieburg w Hesji w Niemczech. Jedno z najbardziej znanych na świecie stanowisk paleontologicznych typu Konservat-Lagerstätte. W łupkach bitumicznych występują bardzo dobrze zachowane skamieniałości ssaków, ptaków, gadów, ryb, owadów i roślin z eocenu (datowanych na około 47 mln lat). Zespół skamieniałości wyróżnia się także dużą różnorodnością (ponad tysiąc gatunków). Podczas gdy większość znajdowanych w świecie skamieniałości zawiera jedynie fragmenty szkieletów, w złożach Messel zachowały się kompletne okazy z piórami, sierścią, a nawet i z zawartością żołądka. Najsłynniejszą skamieniałością wydobytą na terenie kopalni Messel są szczątki pierwotnego konia Hyracotherium. Kolejnymi unikatowymi znaleziskami są szczątki gatunku Darwinius masillae – wczesnego ssaka naczelnego z rodziny Notharctidae oraz Messelornis cristata – wymarłego ptaka z rodziny Messelornithidae.
W 1995 kopalnia Messel została wpisana na listę dziedzictwa kulturowego UNESCO.

## Historia

### Złoża
Kopalnia znana była z bogactwa skamieniałości już na początku XX w. Poważne prace paleontologiczne zaczęły się jednak dopiero ok. 1970 r. Kopalnia o powierzchni prawie 1 km² położona jest ok. 60 metrów poniżej poziomu okolicznych terenów.
Złoża Messel powstały w czasie środkowego eocenu. Dominują tu łupki bitumiczne, uformowane przez wolne procesy osadowe mułu i szczątków organicznych. Pokłady łupków mają grubość ok. 130 metrów i spoczywają na starszej warstwie czerwonego piaskowca leżącego na skałach magmowych.
W epoce eocenu tereny wokół Messel były aktywne geologicznie i wulkanicznie. Około 50 milionów lat temu miała tu miejsce wielka eksplozja, wskutek której powstał prawie dwukilometrowy maar. Powstała po wybuchu niecka wypełniła się wodą, tworząc jezioro Messel. Ówczesny klimat i krajobraz obszaru wokół Messel były bardzo różne od dzisiejszych. Rozpościerały się tu liczne jeziora, otoczone bujnymi lasami subtropikalnymi, w których żyło mnóstwo gatunków zwierząt i roślin.
Skamieniałości z Messel zawdzięczają swoją niespotykaną jakość szczególnym procesom osadowym zachodzącym w eoceńskim jeziorze Messel. Podczas gdy górne wody jeziora zapewniały doskonałe środowisko życia dla wielu organizmów, przy dnie zbiornika występowały znaczne niedobory tlenu. Brak tlenu powstrzymywał rozkład martwych tkanek. W połączeniu z relatywnie niską stopą akumulacji (0,1 mm na rok), zapewniło to doskonałe warunki dla konserwacji szczątków flory i fauny, które opadały na dno jeziora na przestrzeni miliona lat.

### Kopalnia
W kopalni Messel wydobywano łupki bitumiczne, rudę żelaza oraz węgiel brunatny. Po jej zamknięciu pod koniec lat 60., planowano urządzić tu wysypisko śmieci. Protesty naukowców oraz mieszkańców wymusiły zmianę planów. Na rzecz stanowiska paleontologicznego angażował się ówczesny minister ochrony środowiska Hesji Joschka Fischer. Jego imieniem nazwano wymarłego węża Palaeopython fischeri.
Kopalnia w Messel została objęta ochroną jako pomnik przyrody, a w 1995 wpisano ją na listę dziedzictwa kulturowego UNESCO.

## Skamieniałości
Skamieniałości z Messel wyróżniają się bardzo dobrym stanem zachowania oraz dużą różnorodnością (ponad tysiąc gatunków). Podczas gdy większość znajdowanych w świecie skamieniałości zawiera fragmenty szkieletowe, w złożach Messel przetrwały kompletne okazy ze szczątkami tkanek miękkich, piórami, sierścią. Znajdowane są tu nawet skrzydła owadów z zachowanym oryginalnym ubarwieniem.
Konserwacja skamieniałości z Messel przedstawia jednak pewne trudności. Materiał, w którym zachowały się szczątki organiczne, zawiera około 40 procent wody. Po wyschnięciu rozpada się na drobne kawałki. Dopiero z początkiem lat 60. opracowano metodę przechowywania tego typu skamieniałości w żywicy syntetycznej.
Skamieniałości znalezione w Messel:
- Szczątki Darwinius masillae, wczesnego ssaka naczelnego z rodziny Notharctidae
- Szczątki pierwotnego konia Hyracotherium
- Ponad 10 tysięcy egzemplarzy rozmaitych gatunków ryb
- Tysiące owadów, niektóre z dobrze zachowanym ubarwieniem
- Wiele małych ssaków: myszy, małp, oposów, pancerników, mrówników, nietoperzy
- Dużo ptaków, szczególnie drapieżników
- Gady i płazy: krokodyle, żaby, żółwie, salamandry
- Szczątki roślinne: liście palmowe, owoce, pyłek, orzechy i winogrono

### Prace wykopaliskowe
W okresie letnim na terenie kopalni pracownicy Muzeum Historii Naturalnej z Frankfurtu (niem. Senckenberg Naturmuseum) oraz Muzeum Regionalnego z Darmstadt (niem. Hessische Landesmuseum Darmstadt) prowadzą systematyczne prace wykopaliskowe.

### Wystawy
Skamieniałości z Messel zobaczyć można w Muzeum Skamieniałości Messel (niem. Fossilien- und Heimatmuseum Messel), Muzeum Regionalnym w Darmstadt oraz Muzeum Historii Naturalnej we Frankfurcie.
Sama kopalnia została również udostępniona zwiedzającym, dla których wybudowano specjalną platformę widokową.